# Telescopul (constelație)
Telescopul (lat. Telescopium) este o constelație din emisfera australă.

## Obiecte cerești
Coordonate:  19h 00m 00s, −50° 00′ 00″